# Гурвинек: Волшебная игра
«Гурви́нек: Волше́бная игра́» (рабочее название — «Гурвинек и Волше́бный музе́й») — российско-чешско-бельгийско-датский анимационный фильм. Первый в истории масштабный[прояснить] международный проект, участие в котором принимает российская студия. Выход в России состоялся 7 марта 2019 года.
Телевизионная премьера состоялась 6 сентября 2019 года на телеканале «Disney».

## Сюжет
Гурвинек — смелый и жизнерадостный десятилетний мальчик, страстно желающий только одного — завершить последний уровень невероятно сложной компьютерной игры. В этом случае его имя попадёт в заветный Зал Славы, задиры из школы наконец-то признают его, и даже рассеянный отец мистер Спейбл сможет им гордиться.
Но победа в виртуальной игре становится только началом настоящего путешествия Гурвинека, его верного пса Джерри и их невозмутимой соседки, девочки Майи, в давно забытый мир старинного городского музея игрушек. Гурвинек случайно активирует легендарный волшебный диск, который оживляет не только музей и всех его удивительных обитателей, но и чудовищного престарелого кукловода. Осознав, какие силы он пробудил, Гурвинек должен будет развить навыки, полученные им во время прохождения любимой игры, до совершенно нового уровня.
Впрочем, это далеко не всё, ведь героям предстоит собрать всю свою смелость для борьбы с обезумевшим кукловодом, чтобы спасти не только отца Гурвинека, но и весь город от надвигающейся жестокой и загадочной угрозы.

## Роли озвучивали
| Персонаж      | Актёр                | Озвучивание на чешском |
| ------------- | -------------------- | ---------------------- |
| Гурвинек      | Александр Трачевский | Мартин Класек          |
| Спейбл        | Михаил Ефремов       | Мартин Класек          |
| мисс Катерина | Анна Ардова          | Елена Стахова          |
| Майя          | Евгения Каверау      |                        |
| Эрудит        | Юрий Стоянов         | Уильям Удатный         |
| Бастор        | Константин Райкин    | Ян Вондрачек           |
| мисс Сискин   | Олеся Железняк       |                        |
| мисс Рискин   | Ольга Тумайкина      |                        |
| Ворчун        | Алексей Колган       | Ота Жирак              |
| Глупсик       | Андрей Рожков        |                        |

## Премьеры в мире
- Чехия,  Словакия — 31 августа 2017
- Германия — 27 апреля 2018
- Турция — 8 июня 2018
- Республика Корея — 8 ноября 2018
- Украина — 29 ноября 2018
- Россия — 7 марта 2019
- Великобритания — 15 марта 2019

## Факты
- В российской версии фильма финальную композицию исполнила популярная украинская группа «Время и Стекло».
- Образ Гурвинека пришлось значительно переработать для современного зрителя. Так он и обрёл свою весёлую причёску, кеды и скейтборд. Тяга к компьютерным играм тоже возникла именно для «узнаваемости» нынешними детьми.
- Российская версия мультфильма немного отличается от чешской. Было вырезано 10 минут экранного времени, а некоторые реплики героев были специально переписаны, чтобы быть понятнее и ближе к российскому менталитету.
- В чешской озвучке Гурвинека и его папу Спейбла озвучивает один и тот же актёр — Мартин Класек. Та же ситуация с голосами Майи и её бабушки Катарины, их озвучила Хелена Стахова.
- Город, в котором происходит действие мультфильма, не целиком выдуманный. Его образ создавался на основе сразу нескольких чешских городов.
- В мультфильме есть персонаж-кукла по имени Эрудит. В российском дубляже его озвучил Юрий Стоянов. Работа была непростой, герой актёра разговаривает только стихами. Чтобы попасть в мимику персонажа, артисту иногда приходилось самому придумывать строчки стихотворения.
- В Чехии мультфильм вышел в 2017 году под названием «Гурвинек. Волшебный музей» и на данный момент заработал 1 433 429 $ [3] при бюджете в 170 млн чешских крон (около 385 млн рублей).
- Фильм бойкотирован Ассоциацией Владельцев Кинотеатров и другими сетями, не входящими в ассоциацию: «Синема стар», «КАРО» и «Киномакс», бойкот связан с лоббированием фильма Министерством культуры РФ. В связи с этим фильм провалился в прокате[4], собрав за первый уикэнд лишь 14 миллионов рублей, несмотря на совпадение даты выхода с 8 марта.

## Критика
3 февраля 2020 года российский ютубер и кинокритик Chuck Review выпустил обзор, в котором он оценил качество анимации, сюжета, дизайн персонажей и музыки как ужасное. В конце обзора блогер назвал мультфильм «самым плохим мультфильмом студии „КиноАтис“» и «худшим анимационным фильмом всех времён и народов», приписав ему провал в прокате. На КиноПоиске рейтинг составляет 3,7 из 10, что также означает «в целом негативные отзывы».